# Пельтье, Брюно
Брюно́ Пельтье́ (фр. Bruno Pelletier, род. 7 августа 1962, Шарльбур, Квебек, Канада) — канадский певец и актёр.

## Биография
Брюно Пельтье с ранних лет интересовался музыкой. Когда мальчику было 7 лет, отец подарил ему гитару.
В 1983 году в Шарльбуре он со своими друзьями начинает выступать в англоязычных рок-группах Amanite и Sneak Preview. Позже он основывает группу Pell, выступающую с репертуаром на французском языке. В возрасте 23 лет он перебирается жить в Монреаль, где выступает в барах. Из-за проблем с голосовыми связками он был вынужден на некоторое время воздержаться от пения. Позже он поступил на курсы пения, чтобы восстановить голос.
Параллельно Брюно активно занимается спортом, получает чёрный пояс по карате и даже планирует открыть свою школу боевых искусств. Но в конце концов всё же решает посвятить себя музыке.
В 1989 он участвует в конкурсе Rock Envol, где получает приз за качество выступления. В 1991 он получает роль в своём первом мюзикле «Вид сверху» (фр. Vue d’en Haut), поставленном на Фестивале Монгольфьеров в Сен-Жан-Сюр-Ришельё (фр. Saint-Jean-sur-Richelieu). В следующем 1992 году он присоединяется к труппе «Безумцы рок-н-ролла» (фр. Les fous du rockn’roll), где он выступал в 40 спектаклях.
В октябре 1992 года он выпускает свой первый сольный альбом «Bruno Pelletier», а в ноябре входит в труппу мюзикла Мишеля Берже и Люка Пламондона «Легенда о Джимми» (фр. La Légende de Jimmy). Брюно исполняет главную роль — роль «тинейджера» Джимми. Эту роль он исполнил около пятидесяти раз.
В 1993 году Люк Пламондон снова приглашает Брюно на роль в мюзикле «Стармания», также написанном им в соавторстве с Мишелем Берже. Брюно исполняет роль Джонни Рокфора около пятисот раз.
Летом 1994 года он участвует в фестивале FrancoFolies de La Rochelle, где исполняет песни, написанные Люком Пламондоном. Чуть позже он выпускает свой второй альбом «Defaire l’amour».
Осенью 1996 года Брюно участвует в концерте Saguenay, где он исполняет песню Miserere. Именно эта песня принесла ему успех в Квебеке. Его альбом «Miserere», вышедший в 1997 году, становится хитом. Также в то время Брюно можно было увидеть в сериале Omerta 2, где он играет эпизодическую роль Мишеля Бержевана.
В то же время Люк Пламондон снова приглашает Брюно участвовать в его спектакле. Сначала Брюно не соглашается — певец был занят сольным турне — но потом он всё же присоединяется к труппе нового мюзикла Люка Пламондона и Риккардо Коччанте (фр. Richard Cocciante) «Нотр-Дам де Пари». Брюно с блеском исполняет роль поэта Гренгуара, которая сделала его известным за пределами Квебека.
В 1999 году он выпускает свой четвёртый альбом D’autres Rives. Он продолжает играть Гренгуара, теперь уже в стенах Лондонского театра в англоязычной постановке мюзикла.

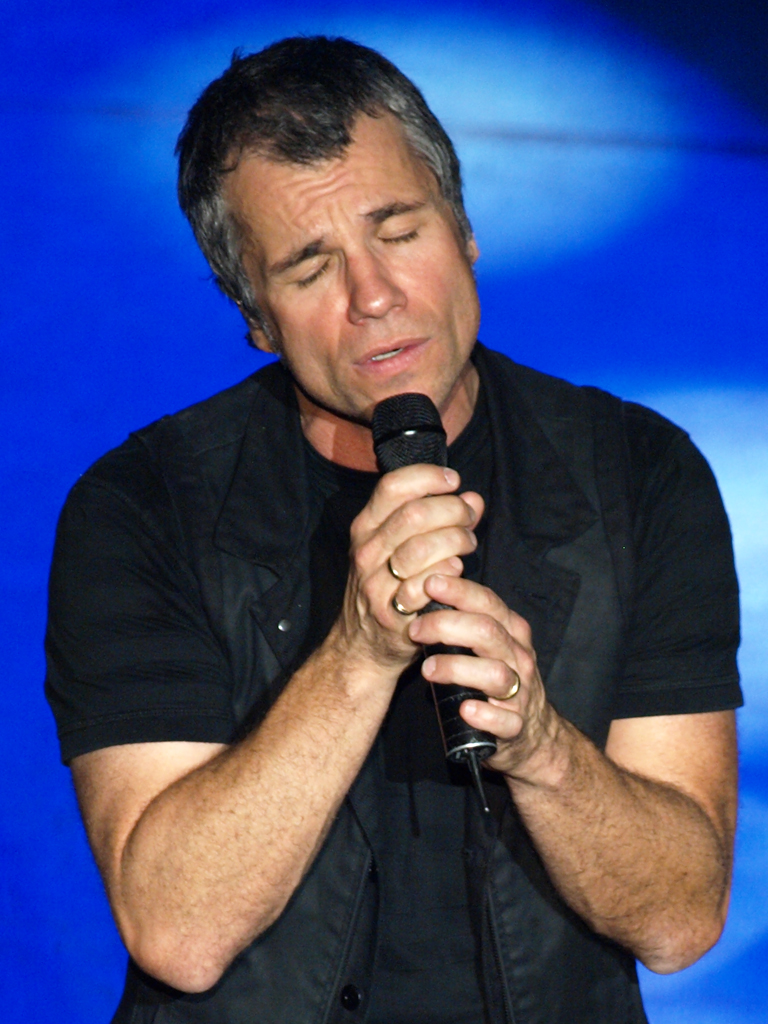
Концерт Брюно Пелетье в Москве, 3 октября 2010

В 2001 выходит его live-альбом «Sur Scene», записанный во время турне с программой D’autres rives.
В середине того же года, Брюно уходит в «отпуск», чтобы отдохнуть и поправить здоровье, а затем вернуться на сцену в августе 2002 года с новым альбомом «Un Monde a l’envers».
В октябре 2003 года в Базилике Нотр-Дама в Монреале он вместе с Монреальским Оркестром записывает альбом с рождественскими песнями.
31 января 2006 года состоялась премьера мюзикла «Дракула: Между любовью и смертью» (фр. Dracula, entre l'amour et la mort), где Брюно выступил в главной роли, а также в качестве арт-директора и сопродюсера.
Брюно участвует в концертах со своим новым проектом «Bruno Pelletier et GrosZorchestre», в котором певец пробует себя, и весьма удачно, в новом для себя стиле джаз.
В январе 2008 года в Лионе состоялась европейская премьера мюзикла «Dracula Entre l’amour et la mort».
В феврале 2009 года вышел десятый альбом певца «Microphonium». В ноябре 2009 года состоялись первые концерты Брюно в России (Москва), а затем и на Украине (Киев, Одесса, 2010, 2011), и Белоруссии (Минск, 2011).
В 2011 Брюно снова посетил Россию, дал концерты в нескольких городах (Москва,5-6 ноября, Санкт-Петербург,8-го ноября, Новосибирск 10-го ноября), в концертах принимал участие его 19-летний сын Тьерри.
В декабре 2011 года вновь собрался «золотой» состав мюзикла «Нотр Дам де Пари», 17, 18 и 19 декабря этот концерт с огромным успехом прошёл в Париже во Дворце спорта Берси, а 9 июля 2012 года в Бейруте (Ливан)
25-го сентября 2012 года в Квебеке вышел новый альбом Брюно «Rendus-là».
В 2012 году состоялись очередные концерты Брюно в России и Украине с альбомом «Concert de Noël»(Рождественский концерт) в сопровождении симфонического оркестра.
В марте 2013 года Брюно вместе с оригинальным составом участников мюзикла «Нотр-Дам де Пари» выступил в Москве, Санкт-Петербурге и Киеве с концертом «Самые красивые песни из мюзикла».
В 2014 году выпустил альбом «Musique & Cinéma». Альбом был выпущен в двух версиях: пиано — голос (piano-voix) и симфоническая (с симфоническим оркестром).
В 2015 году состоялись концерты в Москве с обеими версиями нового альбома.
В 2016 году Брюно по многочисленным просьбам зрителей вернулся в Россию с программой «Musique & Cinéma». Концерты состоялись в Санкт-Петербурге (концертный зал «Октябрьский») и Москве (Крокус сити холл).
В том же 2016 году Пельтье принял участие в концерте «3 часа в Париже» (лучшие песни из французских мюзиклов) в Большом Кремлёвском дворце.
6 ноября 2017 Брюно выступил на сцене театра «Русская песня» с камерным концертом. Жюли Лямонтань, сотрудничающая с певцом со времён проекта «Bruno Pelletier et GrosZorchestre», аккомпанировала ему на рояле.
7 и 8 января 2020 года в московском банкетном зале «Мир» состоялись рождественские концерты певца.
В 2021 году году с 3 октября по 28 ноября принимал участие в шоу «Chanteurs masques» (Певцы Маски) в образе Agrile du frêne (ясеневый жук-короед) и дошёл до полуфинала.
2022 год -Брюно вновь надел плащ Гренгуара, вернувшись к роли в канадском туре возрождённой постановки «Notre Dame de Paris» (с 29 июля по 14 сентября). Свой 60-летний юбилей он встретил прямо на сцене.
21 сентября в свет вышел новый альбом «Il est venu le temps» и одноимённая биографическая книга. В этом же году исполнилось 25 лет альбому «Miserere» и были выпущены юбилейные виниловые пластинки с ним.
С января по апрель 2023 года Брюно сыграл роль Элиота Несса в новом мюзикле Жана-Феликса Лалана «Al Capone». В августе снялся в 1 сезоне квебекского сериала «Société distincte» (Отдельное общество). 23 ноября состоялся грандиозный юбилейный концерт, посвящённый 20-летию рождественского альбома «Noël».
С марта по ноябрь 2024 года прошёл масштабный тур по Квебеку, посвящённый 25-летию альбома "Miserere». Брюно был награжден Серебряным билетом от АDISQ за 25 000 проданных билетов на его тур. В июне на экраны вышел сериал Отдельное общество».
23 августа Брюно вместе с коллегами по «Нотр-Дам де Пари» - Даниэлем Лавуа, Гару и Элен Сегарой принял участие в шоу «Starmania 45 ans sous les étolies", посвящённом 45-летнему юбилею мюзикла «Стармания».
В сентябре снялся в короткометражном фильме «Еscape Artist» в главной роли - иллюзиониста Люка.
В марте 2025 года Брюно был награжден Золотым билетом от АDISQ за 50 000 проданных билетов на его тур, посвящённый 25-летию альбома "Miserere».

## Альбомы
- Bruno Pelletier (1992)
- Défaire l’amour (1995)
- Miserere (1997)
- D’autres rives (1999)
- Sur scène (2001)
- Un monde à l’envers (2002)
- Concert de Noël (2003)
- Dracula — Entre l’amour et la mort (2005)
- Bruno Pelletier et GrosZorchestre (2007)
- Microphonium (2009)
- Rendus-là (2012)
- Musique & Cinéma (2014)
- Regarde Autour (2016)
- Soirée Intime au Petit Champlain (2018)
- Sous Influences (2019)

## Награды и Номинации
FÉLIX/ADISQ:
- 2008 Альбом года — Джазовая интерпретация («Bruno Pelletier et le GrosZorchestre»)
- 2000 Interprète masculin de l’année (vote populaire)
- 2000 Album de l’année — Pop-Rock (D’autres rives)
- 1999 Interprète masculin de l’année (vote populaire)
- 1999 Spectacle de l’année interprète (Notre-Dame de Paris)
- 1999 Album de l’année Meilleur Vendeur (Notre-Dame de Paris)
- 1999 Artiste québécois s'étant le plus illustré hors Québec: Notre-Dame de Paris
- 1999 Album de l’année — Populaire: Notre-Dame de Paris — L’Intégrale
- 1999 Chanson populaire de l’année: Le temps des cathédrales — Interprète: Bruno Pelletier
- 1998 Album de l’année Meilleur Vendeur (Miserere)
- 1998 Album de l’année Pop Rock (Miserere)
- 1998 Spectacle de l’année interprète (Miserere, la tournée)
- 1998 Album de l’année Populaire (Notre-Dame de Paris)
- 1997 Interprète masculin de l’année (vote populaire)
- 1994 Spectacle de l’année interprète (Starmania)
- 1993 Spectacle de l’année interprète (La légende de Jimmy)

VICTOIRES DE LA MUSIQUE:
- 1998 Album de l’année populaire (Notre-Dame de Paris)
- 1994 Spectacle musical de l’année (Starmania)

WORLD MUSIC AWARDS:
- 2000 World Best Selling French Recording Artist/Group ((Notre-Dame de Paris) — Le Temps De Cathedrales)
- 1999 World Best Selling French Recording Artist/Group ((Notre-Dame de Paris)  — Lune)

CERTIFICATIONS:
- 2001: Sur scène (Gold)
- 2001: La tournée D’autres rives (Billet or, 50 000 spectateurs)
- 2000: La tournée D’autres rives (Billet argent, 25 000 spectateurs)
- 1999: D’autres rives (Gold) Canada
- 1999: Miserere, la Tournée (Billet argent, 25 000 spectateurs)
- 1998: Miserere (Double Platinum) Canada
- 1998: Notre-Dame de Paris (Gold/Platinum/Double Platinum/Triple Platinum/Quadruple Platinum)In Canada
- 1998: Notre-Dame de Paris (Diamond Disc) France
- 1998: Le temps des Cathédrales (Gold) France
- 1997: Miserere: (Gold/Platinum) Canada
- 1994: Starmania Mogador 94 (Platinum) France

OTHER AWARDS/ACHIEVEMENTS:
- 2009: Приз «SOBA», «Джазовый артист или группа года» («Bruno Pelletier et le GrosZorchestre»)
- 2001: Talent France Bleu 2000/2001, prix décerné par le réseau radiophonique France Bleu
- 1998: Le Palmarès — «Aime» breaks the record of 10 consecutive weeks in first position.
- 1996: Trophy SOCAN — «En manque de toi» 1st position of Palmarès

NOMINATIONS:
- 2024 Spectacle de l'année - Miserere 25e anniversaire
- 2024 Artiste masculin de l'année
- 2015 Spectacle de l’année – Anglophone (Musique et cinéma/avec Guy St-Onge)
- 2008 Félix DVD de l’année (Dracula – Entre l’amour et la mort)
- 2006 Félix Spectacle de l’année – Interprète (Dracula – Entre l’amour et la mort)
- 2006 Félix Concepteur d’éclairage de l’année (Nyco Desmeules pour Dracula – Entre l’amour et la mort)
- 2006 Félix Metteur en scène de l’année (Gregory Hlady et Erick Villeneuve pour Dracula – Entre l’amour et la mort)
- 2003 Félix Interprète masculin de l’année (vote populaire)
- 2003 Félix Album de l’année — Pop-Rock (Un monde à l’envers)
- 2003 Félix Site internet de l’année (www.brunopelletier.com)
- 2003 Félix Spectacle de l’année — Auteur-compositeur-interprète (Un monde à l’envers)
- 2001 Félix Interprète masculin de l’année (vote populaire)
- 2001 Félix Site internet de l’année (www.brunopelletier.com)
- 2001 Félix Album de l’année — Meilleur vendeur (Sur scène)
- 2001 Félix Album de l’année — Pop-Rock (Sur scène)
- 2000 Félix Album de l’année — Meilleur vendeur (D’autres rives)
- 2000 Félix Spectacle de l’année — Interprète (La tournée D’autres rives)
- 2000 Félix Spectacle de l’année — Interprète (La dernière de Céline)
- 2000 Félix Artiste québécois s'étant le plus illustré hors Québec — (Notre-Dame de Paris)
- 1999 Génie Meilleur variété: Bruno Pelletier, Plein Chant
- 1998 Félix Vidéoclip «Aime»
- 1998 Félix Interprète masculin
- 1998 Félix Chanson Populaire «Aime»
- 1997 JUNO AWARD Best selling Francophone album «Miserere»
- 1997 JUNO AWARD Male vocalist
- 1996 Félix Interprète masculin
- 1996 Félix album Pop Rock «Défaire l’amour»

## Благотворительная деятельность
Брюно Пельтье является официальным представителем Благотворительного фонда «Мечты Детей»(фр. Rêves d’enfants).
В 2001 году вместе со своим другом Сильваном Коссетом Брюно записал сингл «À travers toi», все средства с продажи которого пошли в фонд.

«Дети так драгоценны. Их улыбки освещают наши дни… их смех звучит, как тихое эхо, в наших ушах, и их мечты формируют будущее… Но когда ребёнок нездоров, на его лице можно увидеть только поблекшие улыбки и исчезающий смех, и его мечты кажутся ему недостижимыми. „Мечты Детей“ — канадская федеральная организация, которая создана, чтобы помогать детям, пораженным болезнями, подвергающими опасности их жизни. Именно с помощью организации эти дети, наконец, могут видеть, как их мечты становятся реальностью. Мы ещё ни разу не сказали „нет“ больному ребёнку, и с вашей поддержкой мы можем продолжать наше дело. Осуществление мечты ребёнка чудесно… и с вашей помощью мы станем волшебниками!»— П. Манкузо, директор филиала «Мечты Детей» в Квебеке
Брюно Пельтье является официальным представителем (porte-parole) Квебекского фонда борьбы с раком (la Fondation québécoise du cancer). В этом статусе Брюно постоянно участвует в мероприятиях фонда, инициирует ежегодную акцию le Grand défoulement contre le cancer и т. д.